# Козенков, Рудольф Константинович
Рудольф Константинович Козенков (укр. Рудольф Костянтинович Козенков; 22 марта 1936, Куйбышев — август 2019) — советский футболист и тренер.

## Футбольная биография

### Карьера игрока
Заниматься футболом Козенков начинал в родном Куйбышеве (ныне Самара), в футбольной секции при заводе имени Тарасова. В 1954 году, молодого, цепкого защитника стали привлекать к играм молодёжного состава главной команды города «Крылья Советов». Вскоре футболист был призван в армию и направлен в Киевский военный округ, где играл за армейские коллективы, а через некоторое время стал выступать за команду киевского ОСК (Окружной спортивный клуб), в составе которой дебютировал в играх за команды мастеров.
Вернувшись в Куйбышев, Рудольф стал игроком дублирующего состава «Крылья Советов». За основной состав команды защитник дебютировал 19 сентября 1959 года, в выездном поединке против московского «Спартака», проходившем на Центральном стадионе имени Ленина при 70-тысячной зрительской аудитории, в котором команда Козенкова, отыгравшего весь матч, уступила опытному сопернику 0:1. В следующем сезоне Козенков сыграл в элитном дивизионе ещё 5 поединков, но большую часть первенства провёл в команде резервистов.
Не имея стабильного места в стартовом составе, защитник решается покинуть куйбышевскую команду, перебравшись на Украину, где продолжил карьеру в северодонецком «Химике», выступавшем в классе «Б». В 1963 году Козенков переходит в черкасский «Колхозник», где был избран капитаном команды. За свой новый коллектив защитник провёл не много матчей. Вначале был конфликт с возглавлявшим в этот период команду тренером Дмитрием Алимовым (дело дошло до публикации в центральном спортивном издании, газете «Советский спорт», где критиковались методы работы наставника), затем в выездном поединке против ивано-франковского «Спартака», Козенков получил серьёзную травму (перелом ноги), после которой футболист был вынужден и вовсе завершить игровую карьеру в большом футболе.
Со временем, восстановившись после травм, уже работая детским тренером, продолжил играть в любительской команде «Локомотив» (Смела), в составе которой становился победителем Всесоюзного первенства среди команд спортивного общества «Локомотив», и многократным победителем первенства Черкасской области.

### Карьера тренера
На тренерской работе с 1964 года. Работал в смелянской ДЮСШ, потом в ДЮСШ № 1 города Черкассы, где был тренером, а затем завучем спортшколы, в которой трудился до 1977 года, после чего перешёл в тренерский штаб команды мастеров «Днепр» (Черкассы), будучи помощником главного тренера Бориса Усенко. В сезонах 1979—1981 годов тренировал любительскую команду ПО «Химволокно», с которой в 1980 году выигрывал Кубок Черкасской области. В 1981 году возвратился в черкасский «Днепр», который возглавил Виктор Жилин, был вторым тренером и начальником команды. Этот период стал наиболее успешным для черкасского коллектива за время выступлений в союзном первенстве второй лиги. Тренерскому штабу удалось создать боеспособный коллектив, вывести команду из зоны аутсайдеров и в 1982 году «Днепр» финишировал на 8 месте в турнирной таблице. Но через год Жилин покинул пост старшего тренера, возвратившись в Киев, вместе с ним ушли и его помощники. Рудольф Константинович снова вернулся к работе с юными футболистами, с 1983 года тренируя детей в ДЮСШ «Днепр-80».
В мае 1989 года, после того как черкасский «Днепр» покинул его предыдущий наставник — Вячеслав Першин, старшим тренером команды был назначен Рудольф Козенков, возглавлявший коллектив до августа 1990 года, после чего передав бразды правления командой, вернувшемуся в Черкассы Виктору Жилину, продолжил работать тренером в детско-юношеском футболе.

## Образование
- Окончил Черкасский педагогический институт (1969)